# Upucerthia validirostris
La bandurrita ocrácea (Upucerthia validirostris), también denominada bandurrita andina (en Argentina), bandurrilla de la puna (en Chile) o bandurrita de pecho anteado (en Perú),  es una especie (biología) de ave paseriforme perteneciente al género Upucerthia de la familia Furnariidae. Es nativa de la región andina del oeste de Sudamérica.

## Distribución y hábitat

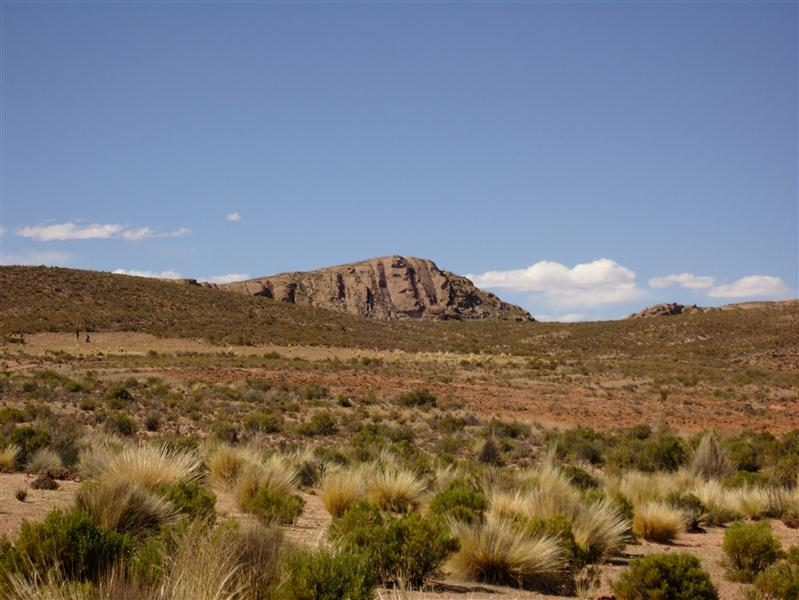
Praderas del altiplano boliviano, ejemplo de hábitat de la especie.

Se distribuye a lo largo de los Andes y adyacencias desde el centro de Perú, por el oeste de Bolivia, norte de Chile, hasta el centro oeste de Argentina.
Su hábitat natural son las praderas altiplánicas situadas a grandes altitudes, principalmente entre los 2700 y los 4000 m de altitud, localmente hasta los 2500 m y hasta los 5000 m.

## Sistemática

### Descripción original
La especie U. validirostris fue descrita por primera vez por el zoólogo germano - argentino Carlos Germán Burmeister en 1861 bajo el nombre científico Ochetorhynchus validirostris; su localidad tipo es: «Sierra de Mendoza, Argentina».

### Etimología
El nombre genérico femenino «Upucerthia» resulta de una combinación de los géneros del Viejo Mundo Upupa (las abubillas) y Certhia (los agateadores), principalmente en referencia al formato del pico; y el nombre de la especie «validirostris», proviene del latín «validus»: fuerte, robusto  y «rostris»: de pico; significando «de pico robusto».

### Taxonomía
La subespecie U. validirostris jelskii fue tratada anteriormente como conespecifica y más recientemente como especie separada de la presente por diversos autores y clasificaciones. Los datos genéticos confirman que son taxones hermanos, pero muy poco diferenciados. Los estudios de Areta y Pearman (2009, 2013) no encontraron diferencias en las vocalizaciones, y sobre esta base propusieron que vuelvan a ser tratadas como conespecíficas. Este tratamiento fue aprobado en la Propuesta N° 572 al Comité de Clasificación de Sudamérica (SACC).
La revisión también redujo el número de subespecies a tres: validirostris, de mayor tamaño, rojiza y de vientre anteado; jelskii, menor, rojiza y pálida, incluyendo la subespecie propuesta pallida; y saturata, menor, oscura y pardusca; aunque son necesarias más investigaciones.

### Subespecies
Según las clasificaciones del Congreso Ornitológico Internacional (IOC) y Clements Checklist v.2018, se reconocen tres  subespecies, con su correspondiente distribución geográfica:
- Upucerthia validirostris saturata Carriker, 1933 – Andes occidentales del centro de Perú (Áncash, Huánuco, noroeste de Pasco).
- Upucerthia validirostris jelskii (Cabanis, 1874) – Andes del centro y sur de Perú (Lima y Junín hasta Puno), norte de Chile (Tarapacá), oeste de Bolivia (desde La Paz al sur hasta Potosí) y noroeste de Argentina (Jujuy).
- Upucerthia validirostris validirostris (Burmeister, 1861) – noroeste de Argentina (Salta hacia el sur hasta La Rioja y Mendoza, oeste de Córdoba).